# Straßenbahn Bangor–Portland
Die Straßenbahn Bangor–Portland war ein Überlandstraßenbahnbetrieb im US-Bundesstaat Pennsylvania. Die Strecke war insgesamt rund 14 Kilometer lang und in Normalspur gebaut. Die Bahn verkehrte mit 550 Volt Gleichstrom.
Zunächst wurde 1901 die Bangor, East Bangor and Portland Traction Company gegründet, die im Herbst des Jahres eine rund vier Kilometer lange elektrische Straßenbahnstrecke von Bangor nach East Bangor eröffnete. Bereits im Sommer 1902 ging die Gesellschaft jedoch in Konkurs und wurde als Bangor and East Bangor Street Railway Company neu aufgestellt. Der von Anfang an geplante Weiterbau nach Portland sollte nun durch die am 12. September 1902 gegründete East Bangor, Portland and Delaware River Street Railway Company ausgeführt werden. Der Bau verzögerte sich und die beiden Gesellschaften fusionierten am 26. Mai 1904 zur Bangor and Portland Traction Company, die im darauffolgenden Jahr die Strecke bis Portland fertigstellte. Im Stundentakt verkehrten nun Straßenbahntriebwagen zwischen den beiden Städten. Die geplante Verlängerung nach Delaware Water Gap wurde aufgrund eines Vetos der Lehigh and New England Railroad nicht verwirklicht.
Von 1908 bis 1915 verkehrte über die Strecke in den Sommermonaten an Wochenenden ein Triebwagen der Lehigh Valley Transit Company von Philadelphia durchgehend nach Portland. Die Northampton Traction Company, die eine Straßenbahn von Easton nach Bangor betrieb, übernahm die Bangor&Portland am 1. Januar 1916. Ein durchlaufender Betrieb nach Easton kam jedoch nicht zustande, es wurden lediglich die Fahrpläne der beiden Linien aufeinander abgestimmt. In Bangor erfolgte eine kurze Streckenverlegung, um die Anschlussbeziehung zu verbessern.
1923 musste die Gesellschaft aufgrund der gesunkenen Beförderungszahlen erneut in Konkurs gehen und wurde als Bangor and Portland Transit Company neu aufgestellt. Noch 1924 wurde ein neuer Triebwagen beschafft, jedoch legte die Bahn den Abschnitt von East Bangor nach Portland zum 20. März 1926 still. Auf einem Teil der Trasse wurde eine Straße gebaut. Auf dem restlichen Abschnitt von Bangor nach East Bangor endete der Straßenbahnverkehr im September 1927.